# Tambakromo (Padas)
Tambakromo is een bestuurslaag in het regentschap Ngawi van de provincie Oost-Java, Indonesië. Tambakromo telt 2798 inwoners (volkstelling 2010).